# José Hawilla
José Hawilla (São José do Rio Preto, 11 juli 1943 - São Paulo, 25 mei 2018) was een Braziliaanse zakenman, de eigenaar en oprichter van Traffic Group, een multinationaal sportmarketingsbedrijf.

## Biografie
Hawilla werd geboren in São José do Rio Preto, in de staat São Paulo, en begon zijn carrière als sportjournalist. In 1980 richtte Hawilla de Traffic Group op, het grootste sportmarketingbedrijf van Brazilië. Hij stierf in een ziekenhuis in São Paulo op 25 mei 2018 op 74-jarige leeftijd aan ademhalingsfalen. Hij leed aan pulmonale hypertensie, fibrose, emfyseem en keelkanker.